# Grupa Operacyjna Jermakowa
Grupa Operacyjna Jermakowa – jedna z grup operacyjnych Związku Radzieckiego. Jesienią 1941 wchodziła w skład Frontu Briańskiego gen. por. Andrieja I. Jeriomienko.
Dowódcą grupy był gen. mjr Arkady M. Jermakow.

## Skład w październiku 1941
- 2 Dywizja Gwardii
- 160 Dywizja Piechoty (pierwszoliniowa)
- 283 Dywizja Piechoty
- 21 Dywizja Kawalerii Górskiej
- 52 Dywizja Kawalerii
- 121 Brygada Pancerna
- 150 Brygada Pancerna